# Рада Міністрів УРСР
Рада міністрів УРСР — найвищий орган державного управління в Українській РСР, наступник Ради Народних Комісарів (1946). Рада Міністрів була формально Верховною Радою в складі голови, перших заступників і заступників голови, міністрів та керівників інших союзно-республіканських органів. У дійсності майже усі рішення Ради міністрів ухвалювала ЦК КПРС у погодженні з ЦК КПУ. Теоретично Рада Міністрів була колегіальним органом; основні справи мали вирішуватися більшістю голосів членів уряду. Для оперативного вирішення поточних оправ у Раді міністрів існувала внутрішня президія Ради Міністрів УРСР (раніше бюро), складена з голови, його заступників, голови Держплану та кількох міністрів. Матеріали про внутрішній діяльності Ради Міністрів публікації не підлягали.

## Загальна характеристика
У рамках компетенцій УРСР, як союзної республіки, Рада Міністрів організувала роботу апарату управління і очолювала його. Згідно зі статтею 43 Конституції УРСР Рада міністрів УРСР:
- координує й спрямовує роботу міністерств та інших підпорядкованих їй установ;
- ухвалює заходи для здійснення народного господарского плану;
- ухвалює заходи для здійснення республіканського і місцевого бюджету;
- ухвалює заходи для забезпечення громадського ладу, захисту інтересів держави й охорони прав громадян;
- керує й перевіряє роботу виконкомів обласних рад; д) творить у разі потреби спеціальні комітети й головні управління при Раді Міністрів УРСР у справах господарського і культурного будівництва;
- керує організацією військових формувань УРСР;
- здійснює керівництво в галузі зносин з чужоземними державами, виходячи з встановленого в СРСР заг порядку у взаєминах союзних республік з чужоземними державами.

Загально-союзні міністерства й відомства мали до 1965 в УРСР своїх уповноважених, які входили до складу Ради Міністрів і діяльність яких на території УРСР координувала Рада Міністрів УРСР. Своєю чергою Рада Міністрів УРСР мала Постійне представництво Ради Міністрів УРСР при Раді Міністрів СРСР для постійного зв'язку поміж державними апаратами СРСР і республіки.
Формально Рада міністрів УРСР була підзвітна й відповідальна тільки перед Верховною Радою УРСР, а в період між її сесіями перед Президією Верховної Ради УРСР. А тому що ці останні органи теоретично були найвищим представницьким органом УРСР і не підзвітні відповідним союзним органам може створитися враження, що УРСР була справді суверенною республікою, а Рада Міністрів — її найвищим адміністративним органом, незалежним від Ради міністрів СРСР. Однак такий погляд не відповідає дійсності з таких причин:
- Рада міністрів УРСР діяла на основі загально-союзних законів. Вона видавала постанови й розпоряджання на основі й на виконання законів СРСР і УРСР, постанов і розпоряджень Ради Міністрів СРСР, отже не була суверенним органом УРСР, а залежним від Москви виконавчим органом.
- Рада міністрів СРСР мала право «в межах своїх компетенцій» (практично необмежених) скасовувати постанови і розпорядження Ради міністрів УРСР.
- Голова Ради міністрів УРСР входив з уряду до складу Ради Міністрів СРСР, отже всі акти Ради Міністрів СРСР були для нього безпосередньо обов'язковими.
- Крім голови, до Ради Міністрів входили міністри та керівники відомств, комітетів тощо. Ці органи мали переважним чином союзно-республіканський характер і підпорядковані вони були відповідному союзно-республіканському органові у Москві. Тільки дуже нечисленні республіканські міністерства (5 — 7) були підпорядковані безпосередньо Раді Міністрів УРСР.
- Рада міністрів УРСР мала свої компетенції, себто вона була уповноважена загально-союзними законами й органами до виконування певних конкретних завдань чи функцій на території УРСР. Радянська теорія і практика називала ці повноваження «правами» Ради Міністрів УРСР. Насправді, це були не права, а обов'язки супроти відповідних загально-союзних органів.
- Призначення осіб на посади членів Ради Міністрів УРСР, міністрів, їх заступників та інших членів урядового апарату де-факто належало до компетенції союзної номенклатури ЦК КПРС.

### Компетенція
Обсяг «прав» Ради міністрів УРСР мінявся разом з політикою уряду СРСР. Найширший він був у 1957 — 62, після чого почала відновлюватися централізація з обмеженням прав Ради Міністрів УРСР. Згодом він став такий: у галузі планування народного господарства Держплан УРСР, що, крім підпорядкування Держплявові ОССР, підпорядкований також Раді Міністрів УРСР, виробляв проекти планів розвитку народного господарства республіки з усіх галузей союзно-республіканської та республіканської промисловості, а щодо загально-союзної промисловості міг робити свої пропозиції. Рада міністрів УРСР мала право затверджувати для йому підлеглих підприємств республіканські плани продукції промислових виробів, що вироблялися і повністю споживалися в республіці, a також плани розподілу тих виробів за номенклатурою та в об'ємі, узгодженому з Держпланом СРСР. Рада міністрів УРСР мала деякі права у галузі інвестування, фінансування праці та заробітної платні. Дуже обмежені права Рада Міністрів мала у бюджетовій ділянці. Бюджет УРСР базувався на затвердженому сесією Верховної Ради СРСР Державному бюджеті СРСР на кожний рік. Уряд СРСР був відповідальний лише за виконання бюджету через міністерство фінансів СРСР, міністерства СРСР, а також через Ради Міністрів союзних республік. Рада міністрів УРСР зосереджувалася передусім на проблемі реалізації бюджету державними органами, підприємствами та організаціями. В рамах такої дуже обмеженої бюджетної політики Рада міністрів УРСР могла лише до певної міри стимулювати господарський та культурний розвиток на місцях.
Конкретний зміст і обсяг компетенцій Ради Міністрів УРСР кожночасно визначався законними актами й директивами відповідних центральних органів у Москві. Керування, наприклад, організацією військових формувань обмежувалося переважно обліком військовозобов'язаних.
Відповідно до змін політики центру змінювалися і «права» та склад Ради Міністрів УРСР: ліквідації республіканських та союзно-республіканських міністерств на користь загально-союзних чи відновлення попередніх. 1968 до складу Ради Міністрів УРСР входили 44 члени: 19 союзнореспубліканських міністри, 14 керівників державних комітетів, комітетів і управлінь (також союзно-республіканських категорій) та 5 республіканських міністерств.
Головами Ради Міністрів УРСР від 1946 року були: М. Хрущов (1946–1947), Д. Коротченко (1947–1954), Н. Кальченко (1954–1961), В. Щербицький (1961–1963 і 1965–1972), І. Казанець (1963–1965), О. Ляшко (1972 — 1987), В. Масол (1987–1990).

## Склад ради Міністрів у 1973 році
Станом на 1 квітня 1973 року було 28 союзно-республіканських і тільки 6 республіканських міністерств та 17 державних комітетів і головних управлінь.
- Голова Ради Міністрів УРСР — Ляшко Олександр Павлович;
- перші заступники голови Ради Міністрів УРСР: Кальченко Никифор Тимофійович і Ващенко Григорій Іванович,
  - заступники голови Ради Міністрів УРСР: Андріанов Сергій Миколайович, Бурмистров Олександр Олександрович, Розенко Петро Якимович (він же голова Держплану УРСР), Семичасний Володимир Юхимович, Степаненко Ігор Дмитрович, Тронько Петро Тимофійович і Шевчук Григорій Іванович.

### Союзно-республіканські міністерства
- будівництва підприємств важкої індустрії УРСР — Лубенець Григорій Кузьмович,
- вищої і середньої спеціальної освіти — Даденков Юрій Миколайович (1960—1973),
- внутрішніх справ — Головченко Іван Харитонович,
- вугільної промисловості — Худосовцев Микола Михайлович,
- геології — Шпак Петро Федорович,
- енергетики і електрифікації — Макухін Олексій Наумович,
- заготівель — Стафійчук Іван Йосипович,
- закордонних справ — Шевель Георгій Георгійович,
- зв'язку — Сінченко Георгій Захарович,
- культури — Єльченко Юрій Никифорович,
- легкої промисловості — Касьяненко Олег Якович,
- лісового господарства — Лук'янов Борис Миколайович,
- лісової і деревообробної промисловості — Грунянський Іван Іванович,
- меліорації і водного господарства — Гаркуша Микола Андрійович,
- монтажних і спеціальних будів. робіт — Багратуні Георгій Рубенович,
- м'ясної і молочної промисловості — Сєнніков Анатолій Антонович,
- освіти — Маринич Олександр Мефодійович,
- охорони здоров'я — Братусь Василь Дмитрович,
- промислового будівництва — Арешкович Василь Данилович,
- промисловості будівельних матеріалів — Бакланов Григорій Митрофанович,
- сільського будівництва — Михайлов Микола Миколайович,
- сільського господарства — Погребняк Петро Леонтійович,
- торгівлі — Старунський Володимир Гордійович,
- фінансів — Барановський Анатолій Максимович,
- харчової промисловості — Санов Микола Михайлович,
- чорної металургії — Куликов Яків Павлович,
- юстиції — Зайчук Володимир Гнатович,
- радгоспів — Попльовкін Трохим Трохимович.

### Республіканські міністерства
- автомобільного транспорту — Головченко Федір Петрович,
- будівництва і експлуатації автомобільних шляхів — Шульгін Микола Павлович,
- комунального господарства — Площенко Володимир Дмитрович,
- місцевої промисловості — Гаєвський Юрій Федорович,
- побутового обслуговування населення — Шпаковський Лев Костянтинович,
- соціального забезпечення — Федоров Олексій Федорович;

голови державних комітетів Ради Міністрів УРСР:
- у справах будівництва — Бурка Михайло Йосипович,
- цін — Вінюков Іван Кузьмич,
- по професійно-технічній освіті — Іщенко Дмитро Тихонович,
- по використанню трудових ресурсів — Денисенко Олексій Іванович,
- по телебаченню і радіомовленню — Скачко Микола Артемович,
- у справах видавництв, поліграфії і книжкової продукції — Бєлогуров Микола Кіндратович (1972—1974), Пащенко Андрій Якович (1974—1988), Дяченко Юрій Павлович (1988—1990)
- по кінематографії (Держкіно УРСР) — Большак Василь Григорович,
- по охороні природи — Вольтовський Борис Іовлевич (1967-78 рр.), Проценко Діна Йосипівна (1978-88 рр.).
- по нагляду за безпечним веденням робіт у промисловості й гірничому нагляду — Нирцев Михайло Петрович

Гол. Комітету нар. контролю УРСР — Маленкін Андрій Сергійович,
- гол. Комітету держ. безпеки при P. M. УРСР — Федорчук Віталій Васильович,
- гол. Укр. об'єднання P. М. УРСР «Укрсільгосптехніка» — Момотенко Микола Петрович;

начальники: гол. управління P. M. УРСР по садівництву, виноградництву й виноробній промисловості — Мельников Олег Сергійович,
- по матеріально-техн. постачанню — Тичинін Віктор Сергійович,
- по нафтопереробній і нафтохім. промисловості — Лісничий Григорій Омелянович,
- Центр. Статистичного Управління при Р. М. УРСР — Вертіков Дмитро Андрійович.
- з 1980 року утворений Державний комітет УРСР із забезпечення нафтопродуктами — Котенко Микола Степанович.